# Кухар, злодій, його дружина та її коханець
«Кухар, злодій, його дружина та її коханець» (англ. The Cook, the Thief, His Wife & Her Lover) — англійсько-французький драматичний кінофільм з елементами чорного гумору. Зрежисований Пітером Гріневеєм у 1989 році. Шедевр режисера, на думку низки кінознавців, який занесений до компіляційного списку 1000 найвеличніших кінофільмів в історії кінематографа за підрахунком ресурсу They Shoot Pictures, Don't They?. Головні ролі виконали Майкл Гембон, Гелен Міррен, Рішар Боренже та Алан Говард.
Під час прокату у США здобув скандальну репутацію через сцени насилля та сексуальних актів, за що Американською асоціацією кінокомпаній був оцінений найжорсткішим прокатним рейтингом NC-17 (особи до 17 років не допускаються). Нині відомий своєю візуальною складовою, що нагадує бароковий живопис, та оперним музикальним супроводом Майкла Наймена.

## Сюжет
Відчиняється театральна завіса. Практично вся дія фільму відбувається у фешенебельному ресторані Le Hollandais, що переходить під управління неврівноваженого гангстера Альберта Спіки, який залишає у штаті французького шеф-кухаря Рішара Боурста. Чи не кожної ночі Спіка навідується до закладу зі своїми підручними та дружиною Джорджиною, де не припиняє їсти, при цьому фізично та морально знущаючись з оточуючих, зокрема й дружини.
Однієї ночі у туалеті ресторану Джорджина вступає у сексуальний зв'язок з повною протилежністю свого чоловіка — тихим інтелігентом Майклом, власником книжкового магазину. Їх роман продовжується, поки Спіка не дізнається про нього. За допомогою Рішара Джорджина біжить від чоловіка з коханцем, переховуючись у його книжковому складі. Застосовуючи традиційні для себе методи насилля, Спіка вистежує місцезнаходження Майкла та жорстоко вбиває його, нагодувавши сторінками улюблених книг.
У бажанні помститись, скорботна Джорджина вмовляє Рішара приготувати тіло Майкла та подати його до столу своєму чоловікові. Ресторан зачиняється для цього спеціального бронювання і з тремтячим Спікою залишаються тільки ті, кого він весь цей час принижував. Під дулом пістолета Спіка, переборюючи нудоту, з'їдає частину тіла Майкла. «Канібал» — каже йому Джорджина та вбиває пострілом. Завіса застилає екран.

## В ролях
- Майкл Гембон — Альберт Спіка, «Злодій»
- Гелен Міррен — Джорджина, «Дружина»
- Рішар Боренже — Рішар Боурст, «Кухар»
- Алан Говард — Майкл, «Коханець»
- Тім Рот — Мітчел, підручний Спіки
- Кіаран Гайндс — Корі, підручний Спіки
- Пол Расселл — Пап, хлопчик-посудомийник
- Гері Олсен — Спенглер, підручний Спіки
- Еван Стюарт — Гарріс, підручний Спіки
- Роджер Ештон-Гріффітс — Терпін, підручний Спіки
- Ліз Сміт — Грейс, мати Спіки
- Йен Дьюрі — Террі Фітч, гангстер
- Дайан Ленгтон — Мей Фітч, дружина Террі

## Виробництво та прокат

Пітер Гріневей незадовго до початку створення фільму, вересень 1987 року

Ідея про написання сценарію до фільму прийшла режисеру Пітеру Гріневею після прочитання яковіанської трагедії драматурга Джона Форда «Як шкода її розлучницею назвати». Гріневей, художник за освітою, вирішив створити фільм, де колір був би не декоративним прийомом, а істотною частиною наративу. Стрічка фільмувалась на тій же студії, на якій у тому ж році була створена чергова частина пригод Індіани Джонса — «Останній хрестовий похід».
Акторка Гелен Міррен згадувала, що після першого прочитання сценарію зробила глибокий вдих та погодилась на роль, розуміючи, що це небезпечний фільм:
|  | Він глибокий та складний, не по-дитячому зачіпає порушені питання. Він ходить по самому лезу, не кажучи вже про те, чим він наповнений — подивіться на режисерський стиль, його штучність, дивність діалогів. Я розуміла, що він небезпечний, але не розуміла, наскільки. |

Міррен особисто намагалась переконати Американську асоціацію кінокомпаній не присвоювати фільму найжорсткіший прокатний рейтинг NC-17 (особи до 17 років не допускаються), але це не допомогло ситуації.
У фільмі вперше була використана повна 12-хвилинна версія оперного поховального маршу Майкла Наймена Memorial. Його фрагменти звучать у стрічці час від часу, а у фіналі та під час титрів — весь марш цілком. Наймен написав його під впливом опери барокового композитора Генрі Перселла «Король Артур».
Костюми для стрічки розробив кутюр'є Жан-Поль Готьє. Як відзначав Пітер Гріневей, вони поєднують в собі вікторіанство, яковіанство, японізм, військовий та футуристичний стилі. За вишукану численну їжу, що наповнювала столи ресторану у фільмі, відповідав італійський шеф-кухар Джорджо Локателлі. Над візуальним рішенням фільму працював 70-річний оператор Саша Верні — постійний співавтор класика французької нової хвилі Алена Рене.
Прем'єра «Кухаря, злодія...» відбулась у вересні 1989 року на Міжнародному кінофестивалі у Торонто. Незалежна стрічка стала великим хітом в англійському та французькому прокатах, зібравши у світі понад 7 млн 720 тис. доларів при бюджеті у 2,3 млн доларів.

## Сприйняття та аналіз
Після прем'єри в Торонто фільм отримав рейтинг у 86 % на агрегаторі оцінок Rotten Tomatoes та 62 % на Metacritic. Вердикт редакції Rotten Tomatoes: «Ця романтично-кримінальна драма може бути до вподоби не кожному, але це зухвалий, потужний фільм».
Шокувавши світову публіку своїм фільмом, Пітер Гріневей спокійно відповідав, що найбільш вражені ті, хто «має у своїх головах американську модель кінематографа, яка є абсолютним ілюзорним мастурбаційним масажем». Оскільки режисер зацікавлений тільки у створенні стрічок, які «освідомлюють свою штучність», на початку і наприкінці «Кухаря, злодія…» з'являється театральна завіса. «У мене аполлонівські, раціональні робочі методи. … Ансамбль теж досить простий — кухар, злодій, його дружина та її коханець. Вічний трикутник та четвертий, хто робить все це рухомим» — казав Гріневей.
«Кухар, злодій, його дружина та її коханець» зображає найпотворніший вміст з усіх можливих найкрасивішим способом. Не більше, не менше — ще один шедевр з хитромудрим ансамблем, усвідомлено провокаційний путівник консюмеризмом, ввімкнений на повний та жахливий оборот. Безсумнівно, найдосконаліший, найвражаючий фільм року.
Фільм починається зі сцени приниження Альбертом Спікою працівника ресторану шляхом згодовування йому собачих екскрементів. Пітер Гріневей підкреслював, що за Данте та Старим Завітом цей спосіб приниження — один із найглибших, що існують для людей. На думку режисера, потрібно говорити в кіно про такі табуйовані теми, як канібалізм, вбивство, згвалтування та некрофілію. Його героєм є П'єр Паоло Пазоліні — «провокатор найвищого гатунку».
Основне трактування кінознавством «Кухаря, злодія…» — політична алегорія, критика уряду тодішньої прем'єр-міністрки Великої Британії Маргарет Тетчер. Пітер Гріневей визнавав, що ситуація в Англії на той час «добряче його розлютила», але з іншого боку він воліє не займати ніякі позиції у своїх фільмах, а говорити про «Кухаря, злодія…», як про «яковіанську трагедію помсти».
Фільм наповнений релігійними та міфологічними відсиланнями — як от сексуальні акти головних героїв (Адам і Єва), книжковий склад (Дерево пізнання добра і зла), подорож оголених героїв у фургоні з гниючим м'ясом («Божественна комедія», Троянський кінь). На звинувачення у мізогінії Пітер Гріневей відповідав, що його фільм в чомусь навіть феміністичний — жінку принижують, але вона підводиться та за допомогою кохання знаходить сили помститись, направивши насилля свого чоловіка проти нього самого.
Німецький кінокритик Андреас Кілб, розмовляючи з Гріневеєм про вкрай велику кількість алюзій у його фільмах, намагався їх перелічити:
|  | Шекспір, Брехт, Бунюель, сюрреалізм, театр жорстокості, театр крові, англійська барокова література, метафори шлунково-кишкового тракту, кольорознавство, Данте, Боккаччо, Старий та Новий завіти... Вам не потрібно для цього проходити неймовірну підготовку до кожного фільму? |

Гріневей відповів, що не має в цьому потреби, оскільки користується «власним відносно широким обсягом знань про європейську культуру, особливо про живопис».
Окремим аспектом аналізу фільму у публікаціях були його кольори. При переході персонажів в інші локації екранна палітра різко змінювалась: кухня ресторану — зелена («оскільки це місце безпеки та рослинності»), гостьовий зал із головним антагоністом — диявольськи червоний, туалетні приміщення — білі, а зовнішній світ — блакитний. Коли костюми персонажів раптово змінюють кольори, це означає, що «всі ми хамелеони — ми пристосовуємось до навколишнього середовища».
Серед акторського ансамблю особливу увагу отримав Майкл Гембон — після смерті актора цю роль «живого уособлення зла» називали наймайстернішою з його доробку. Джейкоб Девіс (The Film Magazine) виокремив Гелен Міррен: «Бридку фінальну сцену, в якій сяє Міррен, найвідважніші глядачі не забудуть».
У 2019 році під час інтерв'ю в Києві режисер назвав «Кухаря, злодія…» одним із трьох своїх найкращих фільмів. Шедевр Гріневея, на думку низки кінознавців, який занесений до компіляційного списку 1000 найвеличніших кінофільмів в історії кінематографа за підрахунком ресурсу They Shoot Pictures, Don't They?. Серед його прихильників — актори Стів Пембертон та Метт Росс, режисер Джоель Шумахер, музикант Кевін Койн. Для підготовки до своєї «оскароносної» ролі у феміністичній трагікомедії «Бідолашні створіння» (2023) акторка Емма Стоун переглядала, зокрема, й «Кухаря, злодія…».

## Нагороди
- Кінофестиваль у Сіджасі — призи «Найкраща режисура» (Пітер Гріневей), «Найкращий актор» (Майкл Гембон), «Найкраща операторська робота» (Саша Верні), «Найкраща музика» (Майкл Наймен)[22]
- Асоціація кінокритиків Чикаго — премія «Найкращий іноземний фільм»[23]
- Премія Європейської кіноакадемії — номінація в категорії «Найкраща робота художника-постановника» (Бен Ван Ос, Ян Рольфс, Жан-Поль Готьє)[24]
- «Незалежний дух» — номінація в категорії «Найкращий іноземний фільм»[25]